# Parque nacional de Ogooué-Leketi
El Parque nacional de Ogooué-Leketi es un parque nacional natural ubicado en la República del Congo, establecido el 9 de noviembre de 2018. Cuenta con un área de 3,500 km² en la frontera con el Parque nacional de las Mesetas Batéké en Gabón. 

## Historia
Desde 2004, la Sociedad de Conservación de la Vida Salvaje (WCS) y el Ministerio de Economía Forestal han llevado a cabo estudios biológicos y socioeconómicos detallados en el Parque Nacional de Ogooué-Leketi y sus alrededores, para evaluar el potencial de conservación de esta área y definir los límites apropiados y beneficios de la nueva área protegida. Tras el cierre de las tres concesiones madereras que se superponían al área protegida propuesta, Ogooué-Leketi ha sido declarado oficialmente el quinto parque nacional natural del Congo.

## Geografía y flora
El parque natural se encuentra en un paisaje único, dominado por vastas sabanas onduladas en el este, con franjas verdes de bosque de galería que se unen a un bloque más grande de bosque pluvial en el norte y el oeste. Dentro de este bosque hay una constelación de claros pantanosos y ricos en minerales que ofrecen oportunidades únicas para observar la vida silvestre del bosque.
Contiene las cabeceras tanto del Río Ogooué, el río principal de Gabón, como del río Leketi, que alimenta al Alima y eventualmente al río Congo.

## Fauna
El parque alberga gorilas, chimpancés, elefantes, búfalos, potamoqueros rojos, mandriles y una especie de aves cistícolas.